# Suknia princesse

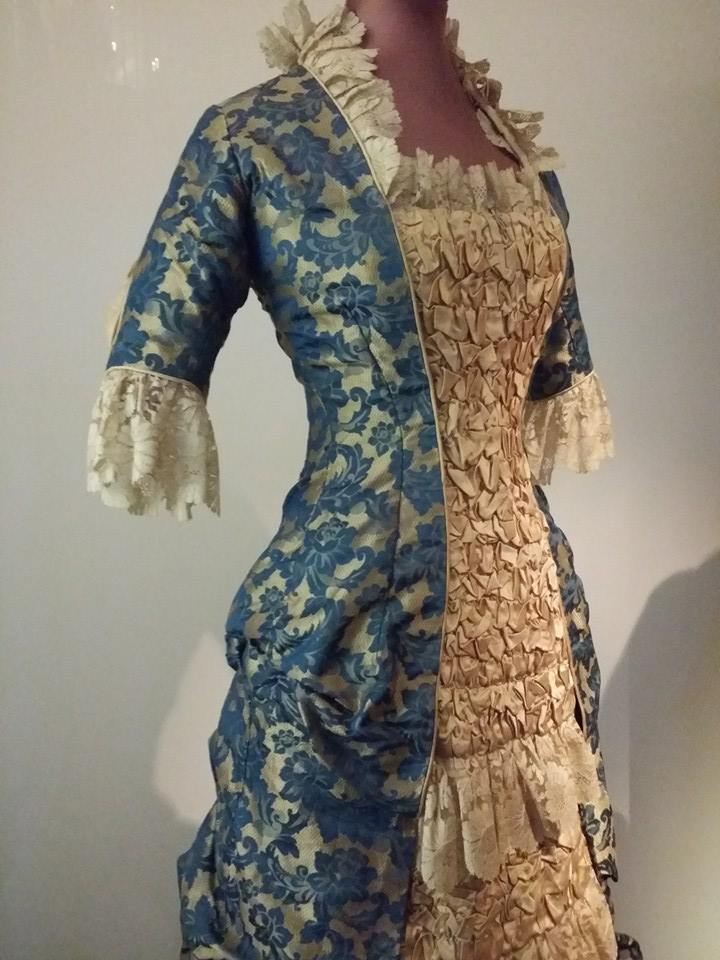
Suknia princesse (1878–1880)

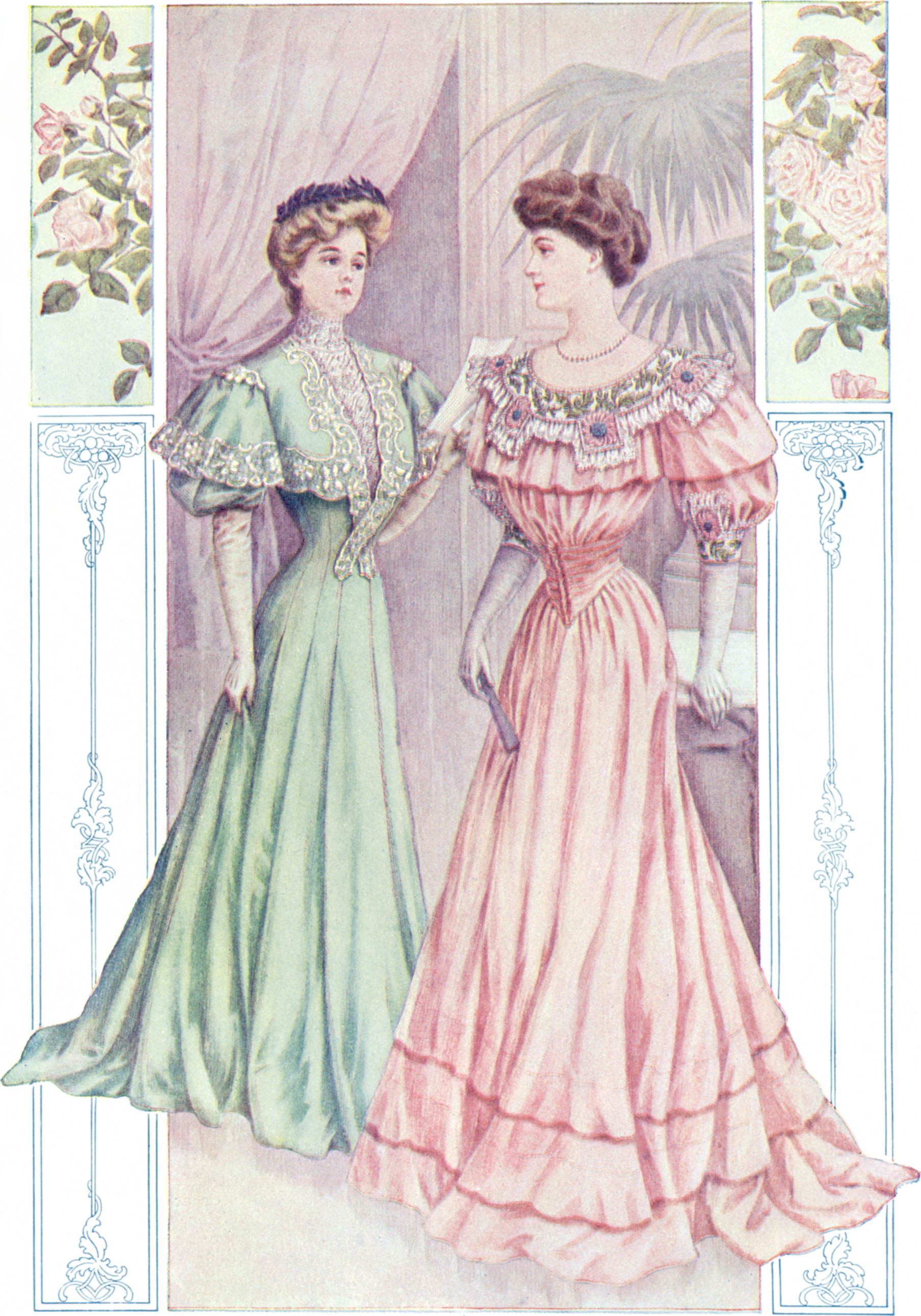
Kroje „princesek” z 1905 roku

Suknia princesse (princeska) – rodzaj sukni, która swoją nazwę zawdzięcza księżnej Walli Aleksandrze, na której cześć otrzymała swoją nazwę. Suknia bardzo popularna w latach 70. XIX wieku. Suknia charakteryzowała się idealnym podkreśleniem smukłej talii, pożądanej w połowie lat 70. Jej krój jest bardzo zaawansowany, a uzyskanie odpowiedniego efektu było bardzo trudne.
W XXI wieku w stylu princesse projektuje się często suknie ślubne, ponadto jest podstawą projektowania sukni, zarówno dziennych jak i wieczorowych.